# بروتين غشائي محيطي

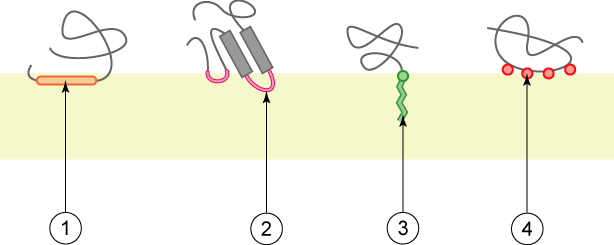

البروتين الغشائي المحيطي (بالإنجليزية: peripheral membrane protein)‏ جزيئات بروتينية ترتبط بشكل ضعيف بالغشاء الحيوي ولا تمتد ضمن القلب الدسم للغشاء الحيوي لكنها ترتبط بشكل غير مباشر غالباً عن طريق الارتباط بالبروتينات المدمجة أو عن طريق الارتباط بالروؤس القطبية لجزيئات الدسم. الكثير من الوحدات البروتينية المنظمة للقنوات الشاردية أو للمستقبلات عبر غشائية مثلا يمكن ان تصنف على انها بروتينات غشائية محيطية. البروتينات المحيطية لا تعبر الغشاء وهي نوع يعيش بكثرة على أي جانب من غشاء الخلية وهي مرتبطة بشكل غير مضبوط للبروتينات الأخرى أو الغشاء عبر ترابط هيدروجيني وهي تسمى بروتينات محيطية وذلك لانها تقع على خارج الغشاء وليست مغمورة بداخل الغشاء. بروتين الغشاء المحيطي مرتبط بالاغشية ولكن لا يخترق قلب الغشاء الكاره للماء وغالبا يكون مرتبط مع الغشاء البروتيني المدمج0 من ناحية عملية تستطيع البروتينات المحيطية ان تنزع من الاغشية وذلك يعني انها ليست بحاجة إلى ان تتوزع بداخل هيكل الغشاء، على سبيل المثال: غسل الغشاء بالملح غالبا يكون كافي لإزالة بروتينات الغشاء المحيطي في حين يتطلب معالجة تنظيف الاغشية يتطلب غالباً ازالة بروتينات الغشاء المدمجة.